# جوشه
جوشه (1808 - 1889 م) هو مستشرق ألماني.
اشتهر ببحث عن مؤلفات الغزالي الطوسي (ت. 505 هـ)، طُبع سنة 1858 م ببرلين، وفيه تنوال بالبحث أربعين مؤلفا للغزالي، وحوال أن يحقق صحة نسبتها إليه.